# Leopold Bloom-díj
A Leopold Bloom-díj a Szombathelyen megrendezett Bloomsday eseményeihez kötődött az 1998 és 2004 közötti időszakban.
Közvetlen előzménye az 1998-as Bloom Gólem-díj, melyet Tóth Gábor adományozott Székely Ákosnak. 1999-től 2004-ig a Leopold Bloom Alapítvány kuratóriuma évente egyszer, a Bloomsday alkalmával adta át a Leopold Bloom-díjat. A ceremoniális kitüntetés többször összekapcsolódott Abajkovics Péter Világító Kapanyél c. performanszával, melyben Abajkovics a "vasi" költő, Káldi János 1970-es, azonos című anyák napi versét értelmezte újra, illetve, amiben a Horthy által alapított vitézrend koncepcióját is áteresztette az avantgárd szűrőjén.

## Díjazottak
- Székely Ákos (1998)
- Tóth Gábor (1999)
- Dr. Máriás Béla (2000)
- Elek István (2001)
- Feiszt György (2002)
- Najmányi László (2003)
- Abajkovics Péter (2004)